# Moorestown-Lenola
 (août 2025).
Moorestown-Lenola est une census-designated place située dans le comté de Burlington, dans l’État du New Jersey, aux États-Unis. Lors du recensement de 2020, elle compte 14 240 habitants.